# Morris Ital
O  Morris Ital é um modelo de porte familiar da British Leyland, lançado para substituir o Morris Marina. Era um restyling do mesmo, que supostamente teria sido feito pela ItalDesign, mas que foi feito pelo designer britânico Harris Mann, embora a ItalDesign tenha ajudado na sua produção. Foi produzido nas carroçarias sedan de 4 portas, carrinha de 5 portas, van e pick-up. A sua produção foi feita em Inglaterra, na fábrica de Cowley da British Leyland, sendo transferido em 1982 para a fabrica de Longbridge de modo a que a fábrica de Cowley fosse actualizada para construir os Austin Maestro e Montego. Foi também produzido em Portugal, na fabrica de Setúbal (IMA) da British Leyland.
As versões inglesas eram equipadas com os motores: 1.3 A-plus, 1.7 e 2.0 O-series. As versões construídas em Portugal, que mantinham o nome Marina, vinham equipadas com um motor 1.5 Diesel com 37 hp.
Foi descontinuado no ano de 1984, para dar lugar ao Austin Montego, após a British Leyland passar a ser conhecida por "Austin-Rover Group". Com a descontinuação deste modelo, assinalou-se o fim da marca Morris, ao fim de 72 anos.